# Nameta
Nameta ist ein Ort auf der südostasiatischen Insel Atauro, die zu Osttimor gehört. Das Dorf befindet sich an der Südküste auf einer Meereshöhe von 11 m, in der Aldeia Berau (Suco Macadade, Gemeinde Atauro). Die kleine Bucht von Nameta, an der das Dorf liegt, gehört zur Straße von Wetar, die Atauro von Timor trennt. In der nordwestlichen Nachbarbucht liegt der Ort Berau.